# Антоніно Натолі
Антоніно Натолі (італ. Antonino Natoli; 23 вересня 1857, Палермо — 25 липня 1919, Париж) — італо-французький банкір.
Успадкував середньовічний банк, відомий як один з найбільших капіталістів, засновник сімейної страхової компанії Натолі і нащадок французьких королів. 
Натолі — одна з наймогутніших династій в європейській історії з моменту створення Королівства Франції, нащадок Лева короля Франції Людовика VIII.
Натолі був кавалером ордена Корони Італії з 1917 року.

## Нагороди та відзнаки
- Великий офіцер делль Орден Корони Італії (Cavaliere dell'Ordine della Corona d'Italia), заслуга в роботі фінансів, 14 жовтня 1917 року, Рим.

## Публікації
- Natoli La Rosa Antonino, Norme pei programmi elettorali, Палермо: Tipografia Pontificia, 1889. – 9 с.
- Natoli La Rosa Antonino, La mafia in guanti gialli, Tipografia del Progresso, 1886.
- Natoli La Rosa Antonino, Studii politico-sociali per l'avvocatura, Tipografia Letture Domenicali, 1890 (колекція Гарвардського університету).
- Natoli La Rosa Antonino, Studii politico-sociali, Tipografia Letture Domenicali, 1896.
- Natoli La Rosa Antonino, Sul beneficio vescovile di Lipari e sue rivendiche. Lavori storici e giuridici, 1896.

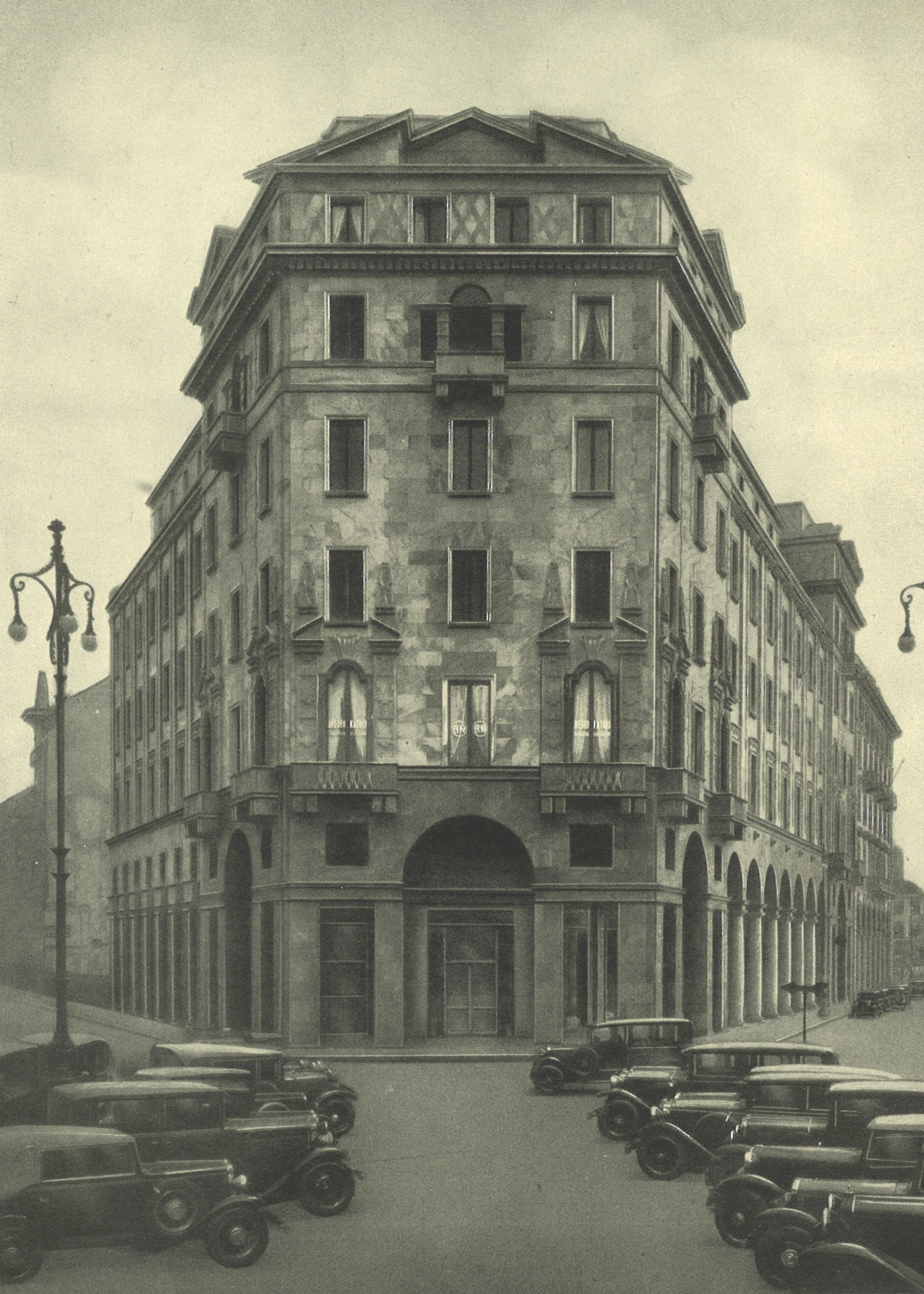
Merchant Bank Natoli, Корсо Джакомо Маттеотті, 1, офіс у Мілані
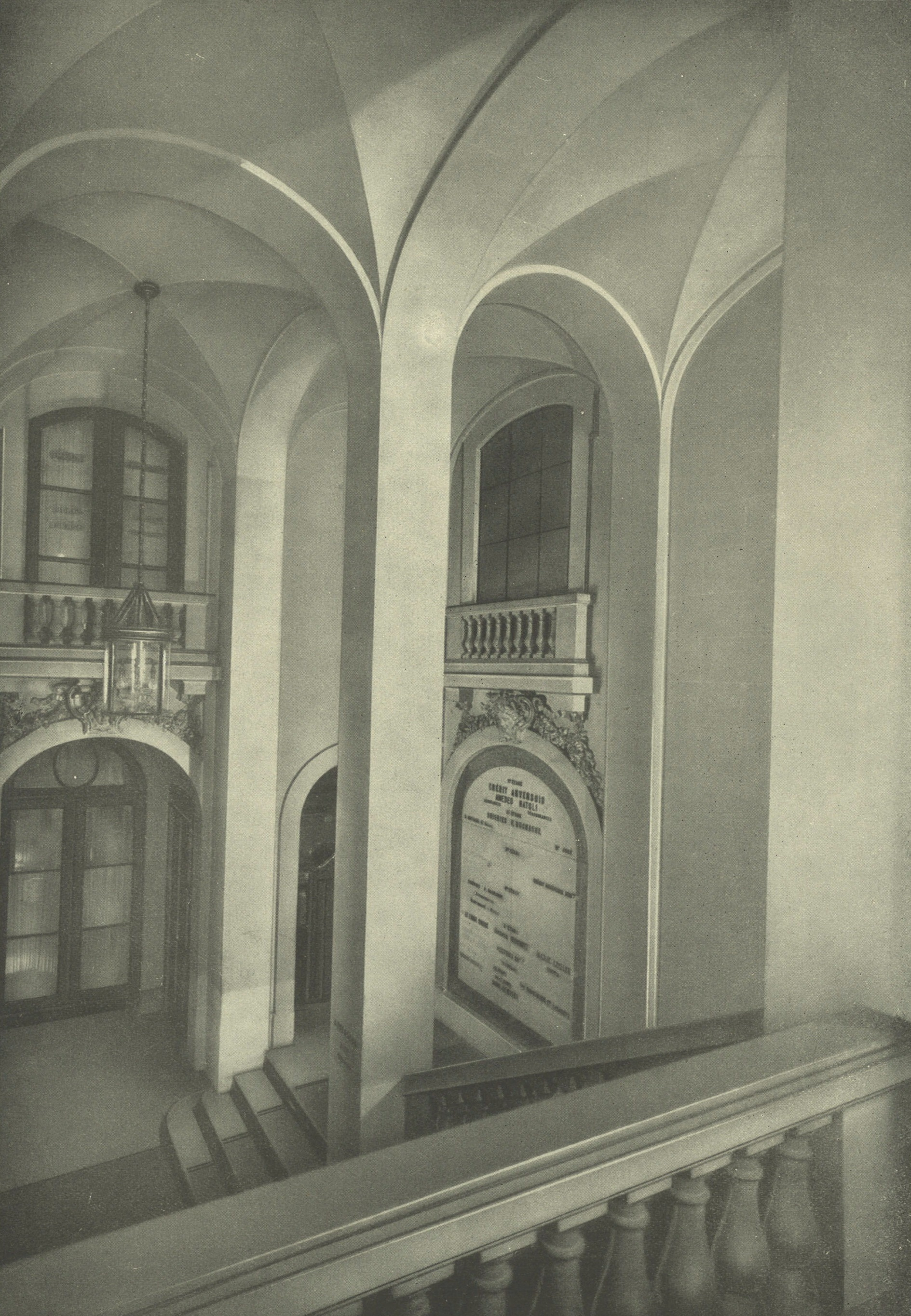
Merchant Bank Natoli, будівля на вулиці Рю де ла Пе, 20, Париж
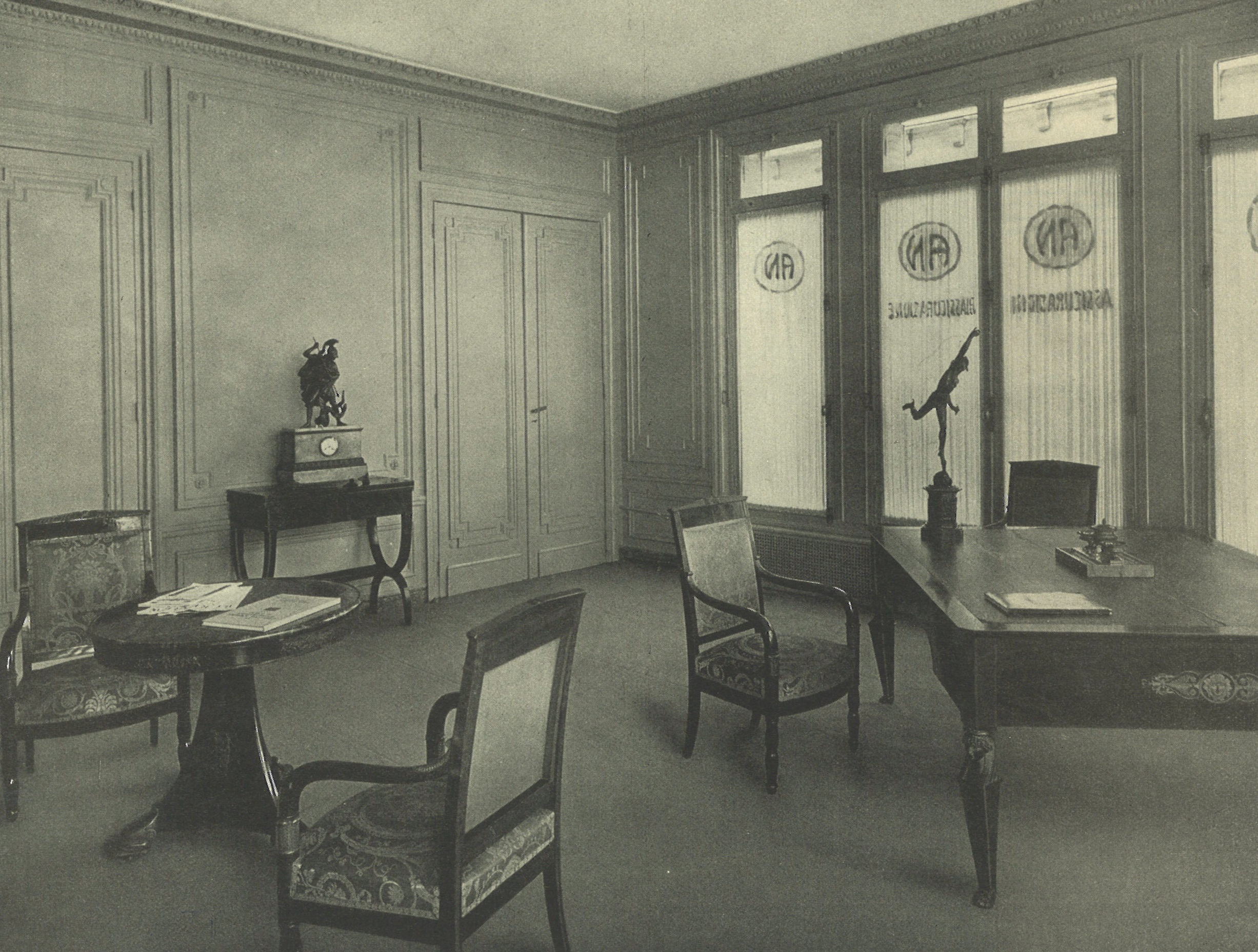
Кабінет директора, Merchant Bank Natoli, будівля на вулиці Рю де ла Пе, 20, Париж
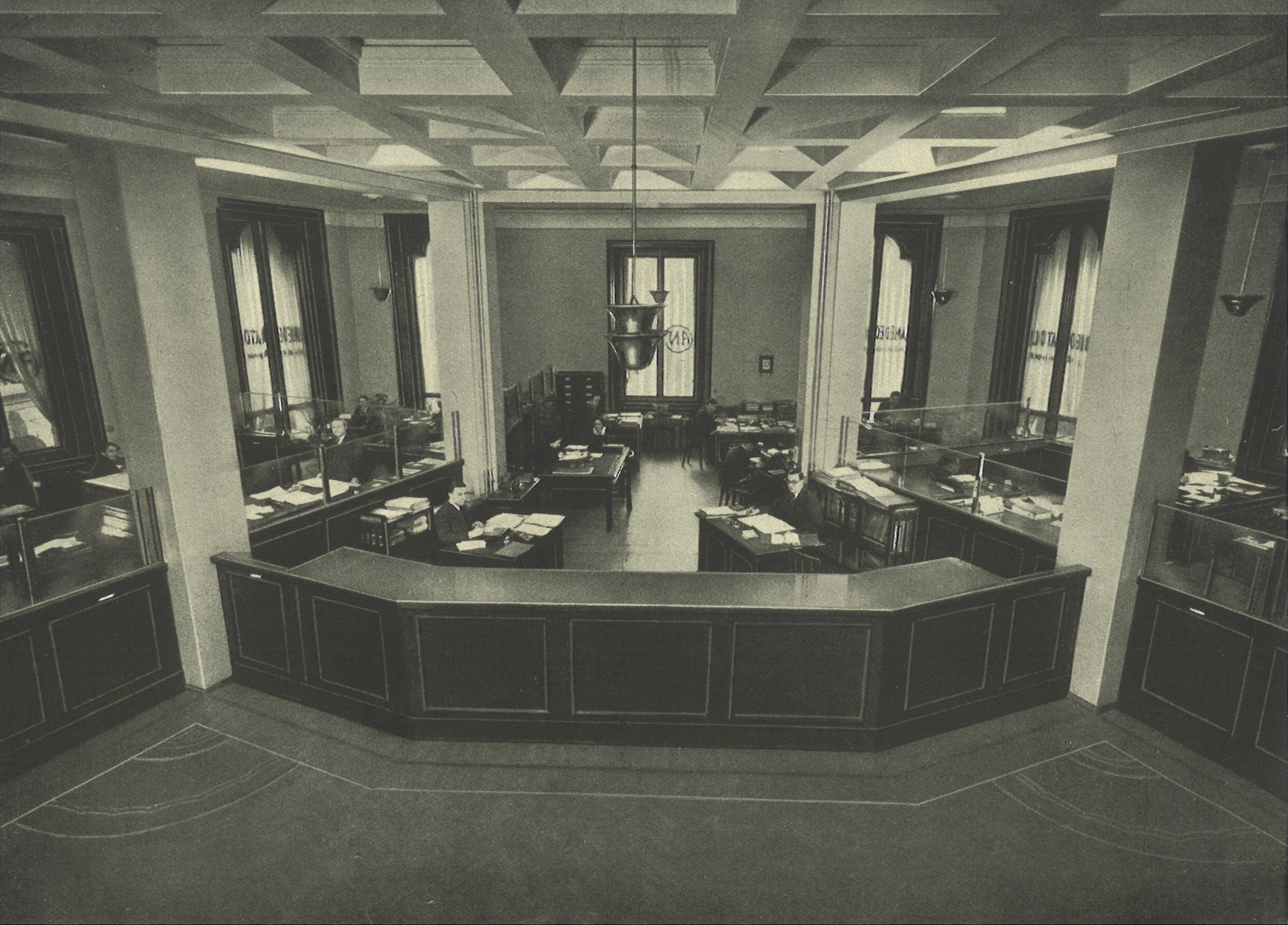
Merchant Bank Natoli, громадський зал, Мілан